# Virgen del Mar
La Santísima Virgen del Mar es una advocación mariana católica de la Virgen María, la cual es venerada como patrona en las ciudades de Almería y Santander.
En el caso almeriense, la Iglesia conmemora su festividad el sábado anterior al último domingo de agosto, coincidiendo con el último día de la Feria en su honor que celebra la ciudad de Almería.
La imagen de la Santísima Virgen del Mar, patrona de Almería, se venera en el Altar Mayor de la Iglesia Conventual de Santo Domingo de Guzmán de Almería, a su vez, Santuario Diocesano de la Santísima Virgen del Mar Coronada.
Además, el segundo domingo de enero se celebra la tradicional romería hasta la Ermita de Torregarcía, ubicada en la Playa de Retamar, lugar donde fue encontrada la imagen en 1502.
Se trata de una imagen de estilo gótico de la Virgen con el Niño Jesús apoyado sobre su brazo derecho, datada hacia finales del siglo XV y tallada en madera de nogal.

## Historia

### Aparición a principios delsigloXVI
La imagen fue encontrada en la playa de Torregarcía de Almería por el vigía Andrés de Jaén en la mañana del 21 de diciembre del año 1502, procedente probablemente de un navío naufragado o asaltado por piratas berberiscos. Según el Padre Tapia, debió ser entallada en las mismas atarazanas, valencianas o catalanas, donde fuera construido el navío que la portaba. Por tanto no debe ser muy anterior al año de su aparición. Al llegar a la costa le faltaba la parte posterior de la cabeza y de la espalda. Tenía señales de haber tenido unas argollas de hierro con las que habría estado sujeta a un zuncho de hierro en una cámara de la nave, tal y como era común en la época.
La talla fue trasladada hasta la ciudad de Almería, y tras el rechazo del Cabildo Catedralicio, finalmente termina siendo depositada en el Convento de Santo Domingo, donde los frailes comienzan a venerarla. Desde el 1 de enero de 1503, momento en que los frailes la ubican en el camarín principal de la capilla mayor de la Iglesia de Santo Domingo hasta mediados del siglo XVII, la imagen muestra ese aspecto primitivo. Será a partir de ese momento cuando comience a vestir con saya, pecherín, manto y rostrillo, para lo que la imagen tuvo que ser modificada, mutilando las coronas talladas tanto de la Virgen como del Niño para colocarle otras metálicas, separando la imagen del Niño de la talla principal y añadiéndoles brazos postizos.

Los avatares del tiempo han hecho que gran parte de su ajuar y alhajas, como coronas y cetros del siglo XVIII desaparecieran, ya fuera en el robo producido la noche del 23 de agosto de 1891 o en el asalto al templo en 1936, donde por suerte se pudo salvar la talla completa y algunos de sus mantos como el regalado por Isabel II o el conocido como "de los Gusanos". Las coronas actuales realizadas en oro y piedras preciosas, fueron adquiridas por suscripción popular tras la Guerra Civil, concretamente en 1951 con motivo de su Coronación Canónica.

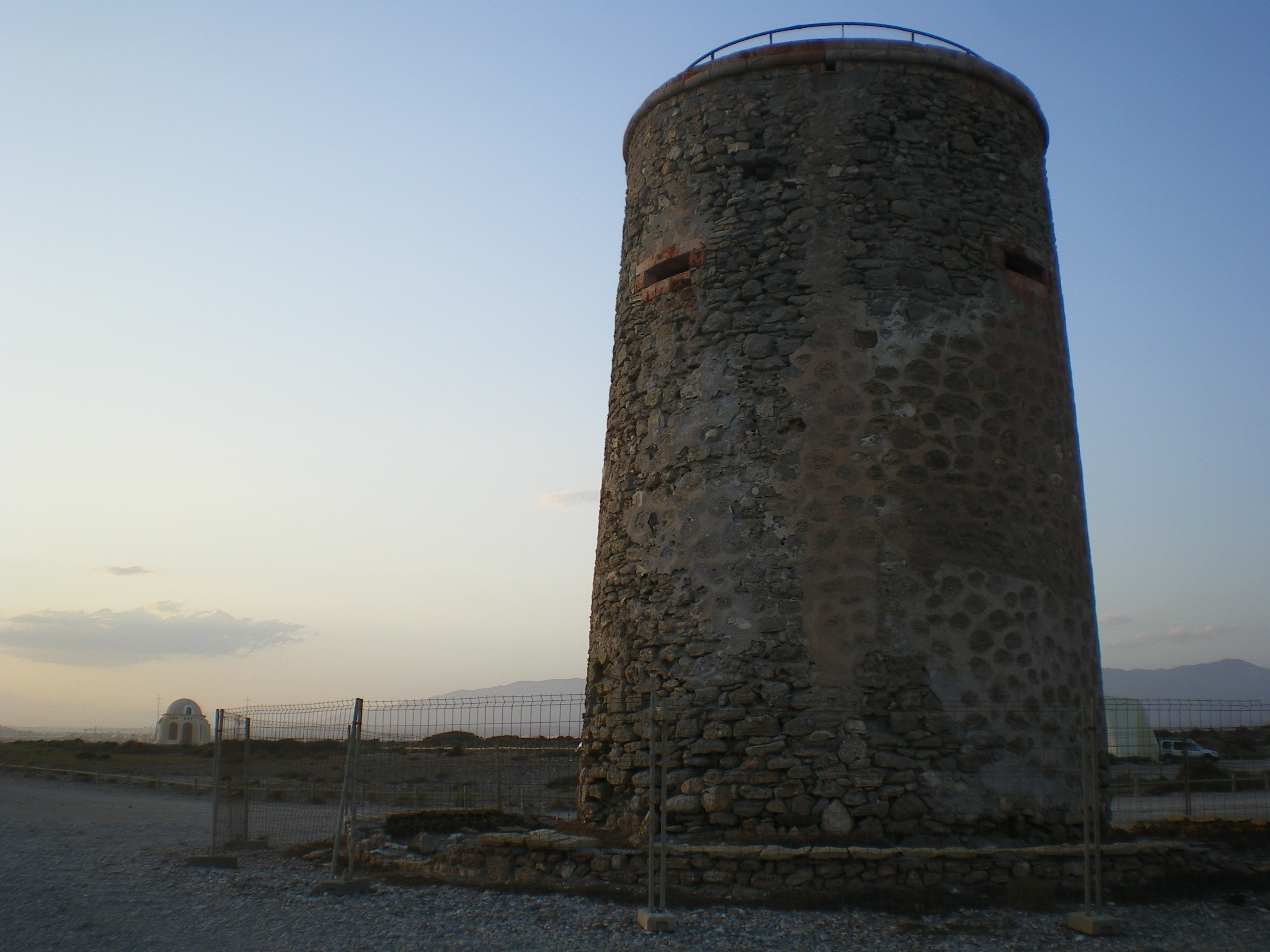
Torre García, lugar donde apareció la Imagen en 1502. Al fondo, la Ermita construida en los años 50 por el arquitecto Guillermo Langle Rubio.

La imagen deja su santuario en contadas ocasiones, debido generalmente a violentos sucesos históricos. En 1810 las tropas francesas ocupan el convento y expulsan a los frailes dominicos, dedicándolo a cuartel. La imagen se resguarda entonces en la catedral, hasta su vuelta el 8 de abril de 1813. El 31 de diciembre de 1841, el Cabildo recibe un oficio del Ayuntamiento constituido por la Junta Revolucionaria establecida en 1840, por el que se comunica el cierre total de la iglesia del anteriormente suprimido convento de Santo Domingo (en la Desamortización de Mendizábal de 1836). La imagen es trasladada en procesión solemne hasta la catedral el 1 de enero siguiente y colocada en su altar mayor. Allí permanece hasta el 17 de marzo de 1844 en que vuelve a su santuario, gobernando entonces el Ayuntamiento el liberal Joaquín Vilches.
Nuevamente debe trasladarse, esta vez en secreto, la tarde del 17 de julio de 1936, hasta un domicilio particular, debido al inicio de la Guerra Civil, donde muchos templos de la capital y la provincia almeriense estaban siendo expoliados e incendiados. En este caso la imagen fue escondida en el hueco de la escalera de la vivienda de don José Pérez Gallardo, ubicada en la misma Plaza de la Virgen del Mar, siendo sustituida en el Altar Mayor del templo por una réplica, obra del escayolista don Francisco Álvarez Lloret y policromada al óleo por fray Juan de Aguilar, ataviándola posteriormente con sus coronas y manto, en previsión de lo que finalmente ocurrió.
Tras la Contienda Civil la imagen fue trasladada de nuevo al convento, permaneciendo allí durante dos meses, tras lo cual se improvisó una capilla en la portería del mismo y después en un salón adecentado de la sacristía. Tras la reconstrucción del Templo, bendecido por fray Aquilino Marina el 30 de agosto de 1947, la imagen se dispuso en la hornacina principal del altar mayor. Tres años después, tras las obras de decoración del templo, llevadas a cabo por el taller de Jesús de Perceval,  la patrona de Almería se volvió a colocar en su camarín.
A lo largo del tiempo, sus fiestas han cambiado en diversas ocasiones de día, celebrándose en un primer momento las celebraciones en su honor el 1 de enero, con diversos festejos, disparos de arcabuces y mosquetes, procesiones “para sacar a nuestra Señora del Mar a la mar”, o incluso con corridas de toros desde el siglo XVII. A partir de 1808, ya concedido el patronato sobre la ciudad de Almería, y hasta ahora, las fiestas se celebran en la segunda mitad de agosto, debiendo coincidir el día de la Santísima Virgen con el sábado anterior al último domingo de agosto. En enero, la segunda semana, se mantiene la tradicional romería, presidida por la imagen vicaria de la patrona (debido a la antigüedad de la misma, y las condiciones climáticas de la playa en el mes de enero, la talla original se queda en el convento).
La Patrona de Almería ha procesionado en diferentes ocasiones de forma extraordinaria, generalmente con motivo de las diversas calamidades que han asolado la ciudad, celebrándose rogativas, misas o novenas, solicitando su protección. Así por el riesgo de epidemias de peste desde 1676 a 1681; la epidemia de tabardillos en 1768 o la de 1781 (no identificada); la peste de 1834; el cólera de 1855. Rogativas por la lluvia desde 1630, como en 1666, con una sequía prolongada durante 7 años seguidos. Los libros de actas de la catedral recogen hasta 60 acuerdos para hacer estas rogativas desde mediados del siglo XVII. Se hacen rogativas por las plagas de langosta, desde 1634. Y por último contra los terremotos, por cuya intercesión se atribuye que la ciudad no se viera afectada por el de 1804.
Ya más recientemente, las salidas extraordinarias han tenido lugar con motivo, generalmente, de festejar algún aniversario. Así procesionó en 2005, acompañada por la Banda de Música Santa Cecilia de Sorbas, con motivo del 200 aniversario del patronato de la Santísima Virgen, o el Traslado extraordinario a la Catedral de Almería, celebrado el 17 de agosto de 2024, con motivo del V Cententario de la colocación de la primera piedra de la catedral. También estaba previsto que en 2020 saliera de forma extraordinaria por el V Centenario de la fundación de la Hermandad, pero los actos tuvieron que ser suspendidos debido a la pandemia de Covid-19. 

### El Patronato

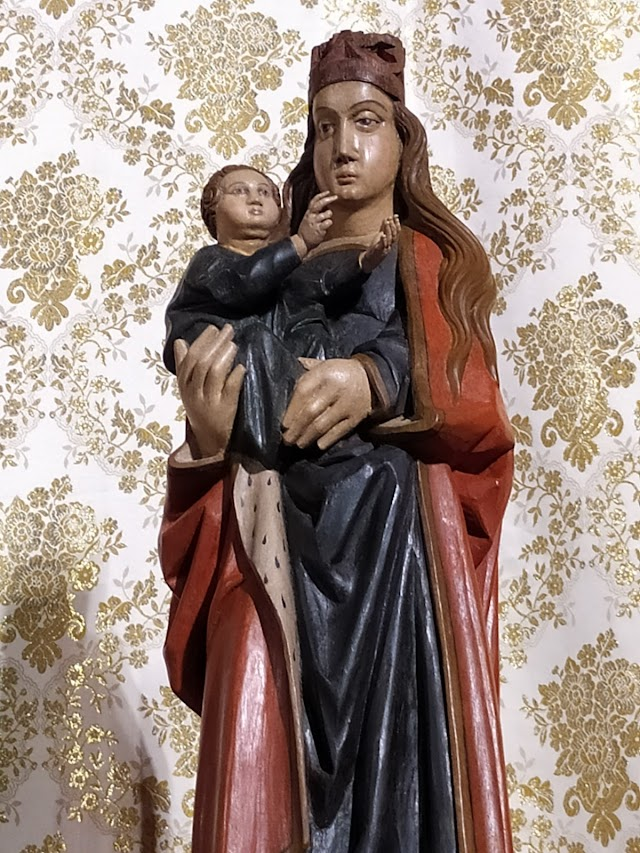
Talla gótica, sin su vestimenta habitual, de la Virgen del Mar de Almería

Reunido en cabildo el Consejo y Regimiento de la Ciudad el 16 de febrero de 1805, 

”considera la protección recibida de la Stma. Virgen del Mar, desde muy antiguo pero especialmente durante el año anterior, plagado de terremotos, que, aunque causaron daños en los edificios, no produjeron muertes en la ciudad y sus anejos, cuando tantos daños y muertes causaron en Dalías y Berja...” (Padre Tapia),

deciden elegirla su patrona. Los vecinos se reúnen en las parroquias del Sagrario y San Pedro el día 24 y la aclaman en “pública y alta voz por su Patrona”. De forma parecida ocurre en otras parroquias en días sucesivos. El 13 de marzo se levanta acta, el expediente es aprobado por el obispo y enviado a la Sagrada Congregación de Ritos, a pesar de existir ya el patronazgo de San Indalecio.
En cabildo celebrado el 23 de julio de 1806 se lee oficio por el que se comunica la aprobación, por la que “Su Santidad (Pío VII) ha confirmado Patrona Especial de esta Ciudad a Nuestra Señora del Mar.” El Patronazgo incluye los arrabales de Huércal de Almería y Viator. El 22 de agosto el Ayuntamiento y el Cabildo acuerdan las celebraciones del esta proclamación. Las primeras fiestas patronales se celebran en agosto de 1807.
Se celebran desde entonces ferias en honor de la Patrona, tras solicitar autorización al rey Carlos IV. Durante el siglo XIX la feria se celebra en la Plaza Vieja y aledaños. En agosto de 1892 se ilumina el Bulevard con energía eléctrica y la feria se traslada a él.

### Coronación Canónica de la Santísima Virgen del Mar

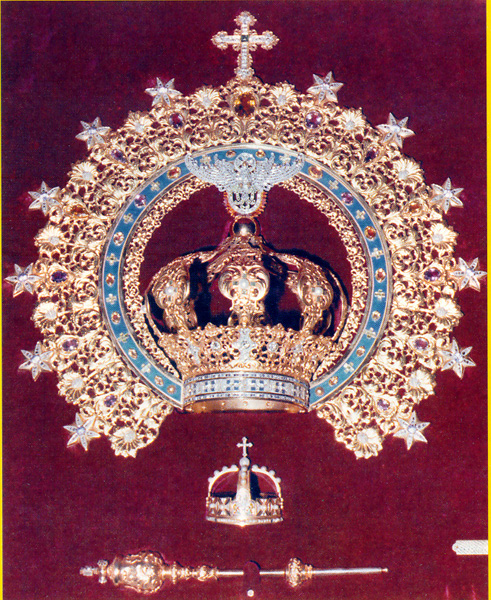

El que fuera entonces alcalde de Almería, don Emilio Pérez Manzuco impulsa la idea de coronar canónicamente a la Santísima Virgen del Mar. Así lo transmite al obispo don Alfonso Ródenas García, quien da su visto bueno tras la reconstrucción del Santuario. El pleno municipal toma el acuerdo de solicitar la Coronación, que rápidamente es aprobada por la Santa Sede.
A los efectos, y tras concurso público, el poeta almeriense Manuel del Águila y el compositor José Padilla Sánchez, más conocido como el Maesto Padilla, también almeriense, ponen letra y música al Himno de la Coronación. El Ayuntamiento acuerda la construcción de una ermita donde se apareciera la imagen, cerca de Torre García, la cual se encarga al arquitecto municipal Guillermo Langle Rubio.
Tras las solemnes celebraciones llevadas a cabo desde el día 2, finalmente se produce la Coronación Canónica el 8 de abril de 1951. La corona es obra de los Hermanos Granda, de Madrid, realizada en oro de ley. Se trata de una corona imperial rematada por la figura del Espíritu Santo. Ésta se complementa con una aureola de oro con encajes y filigranas. Bajo la misma, encontramos un friso de esmalte azul, concluyendo con 12 estrellas, con piedras preciosas en su centro. Ésta se remata con una cruz. Además el juego se complementa con una corona para el Niño Jesús y un cetro.

### Himno de la Coronación Canónica

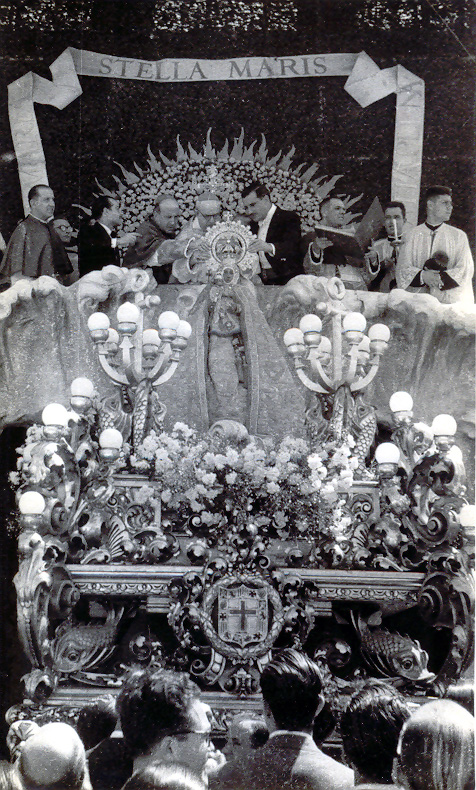
Momento de la Coronación Canónica de la Santísima Virgen del Mar, patrona de Almería, el 8 de abril de 1951.

Compuesto por el almeriense universal José Padilla Sánchez, el Maesto Padilla, y con letra del poeta almeriense Manuel del Águila en 1951.

Sobre las olas, Nuestra Señora va caminando;
sobre las aguas, viene la Virgen con su Hijo en brazos,
peces de plata de clara concha van escoltando
y de la espuma, encaje sube para su manto.

Suben al cielo las gaviotas de finas alas,
palio bordado de estrella y nube del cielo bajan.
El viento absorto, en fina brisa se va cambiando,
y el aire leve, de dulce canto se va llenando.

Grises arenas, se oro de tornan
cuando la Virgen pisa la playa,
y flores blancas, blanco milagro,
con azucenas forman las andas.

Ya tienes manto de fina espuma, Virgen del Mar.
Ya tienes coro de fina brisa que el viento amansa,
ya tiene palio de estrella y nube,
tienes escolta.

Hoy te traemos
la humilde ofrenda de esta corona,
y en ella, Madre, promesas, vida, fe ciega, amor…
Sólo queremos, Señora y Reina, que nos protejas,
tu amor, Señora, tu bendición.

## El templo

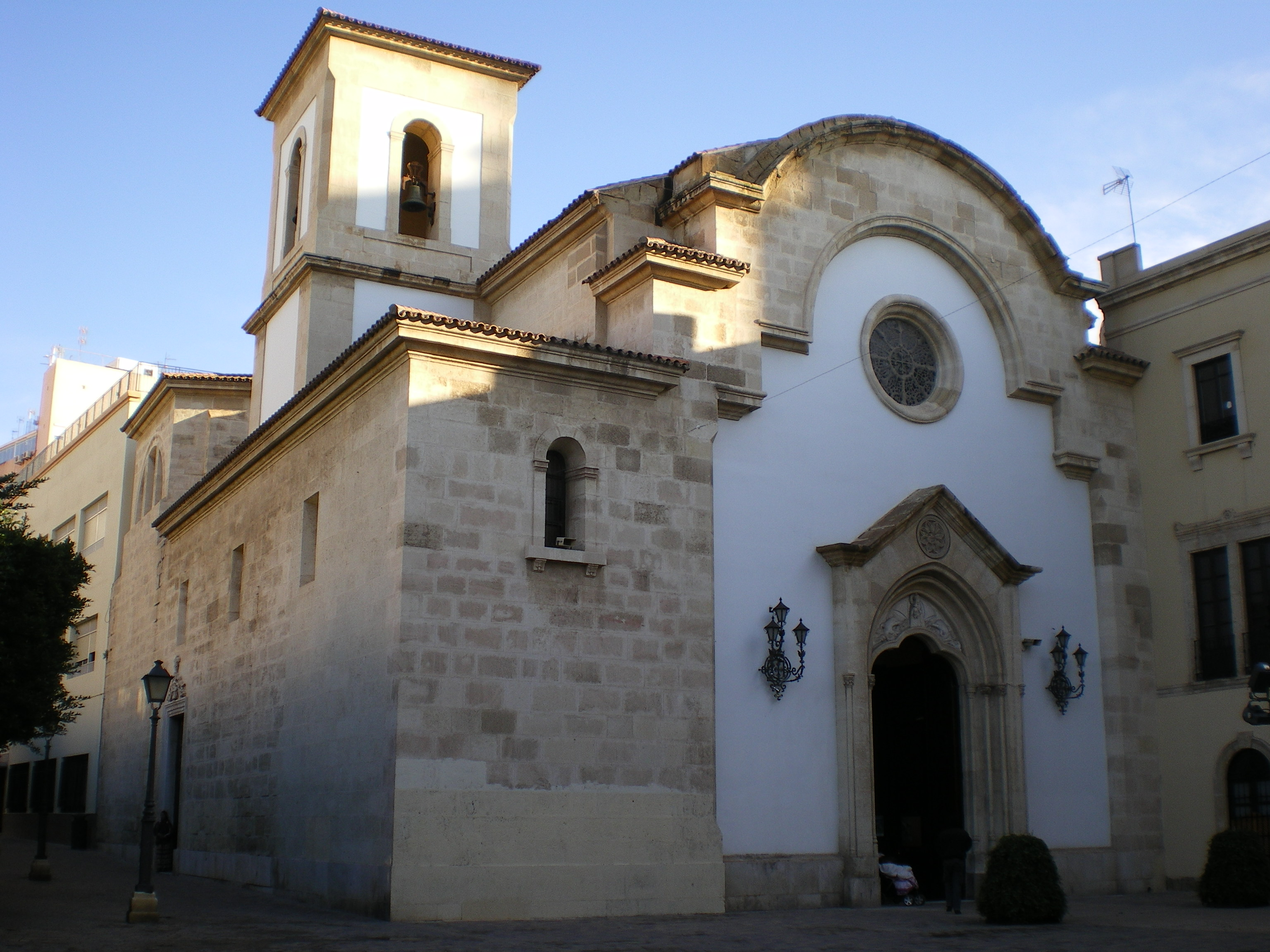
Iglesia Conventual de Santo Domingo de Guzmán, Santuario de la Santísima Virgen del Mar.

El Santuario de la Virgen del Mar (Almería) es la Iglesia Conventual de Santo Domingo de Guzmán, fundada en 1492 por los Reyes Católicos. El templo, comenzado en el siglo XVI y con varias reformas de los siglos XVIII y XIX, tras ser gravemente dañado, incendiado y parcialmente destruido durante la guerra civil española, fue reconstruido a partir de 1939.
Promovida por el padre Fray Ramón Ballarín, prior de los dominicos, se inicia la reconstrucción el 1 de septiembre de 1939, comenzando con el desescombro y transporte de los mismos gracias a la gratitud de cientos de almerienses. Las obras, dirigidas por el arquitecto municipal de Almería, Guillermo Langle Rubio, fueron costeadas con aportaciones particulares, la Falange y el gobernador civil Urbina Carrera. 

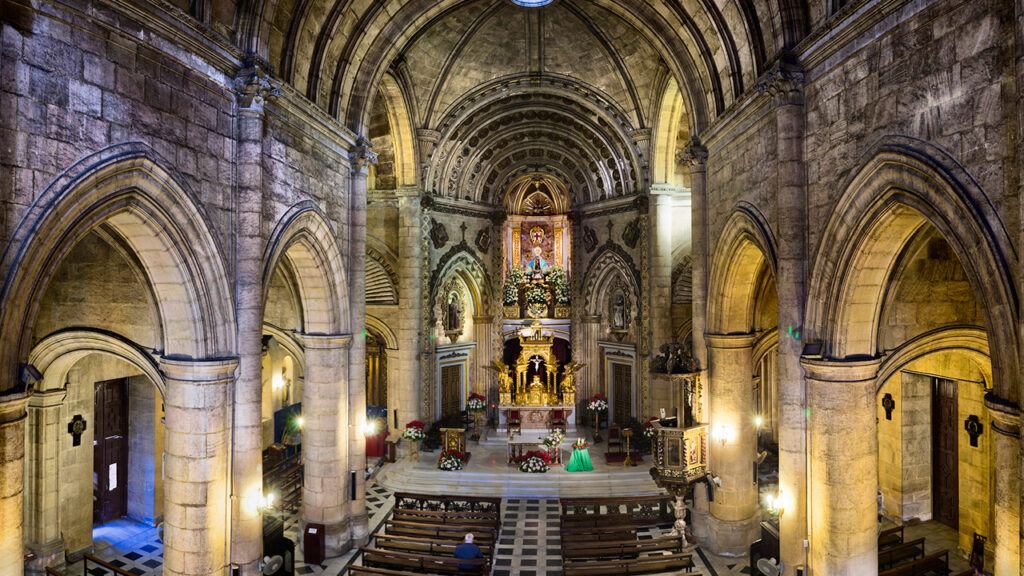
Interior del Santuario de la Virgen del Mar

Los trabajos de decoración interior del templo fueron encargados al artista almeriense Jesús de Perceval, fundador del Movimiento Indaliano, quien tenía un taller de escultura y talla religiosa. A él se le encarga la decoración de la Capilla Mayor, Camarín de la Santísima Virgen del Mar, Manifestador, el púlpito y todos los retablos laterales. Además, también realizó el trono procesional de la Virgen del Mar.
Posteriormente el templo fue restaurado en 1975, por el arquitecto Javier Peña y Peña y el aparejador Adolfo Martínez Gázquez. Las vidrieras son obra de Luis Cañadas Fernández, artista indaliano.

## Patronazgos y Hermandades

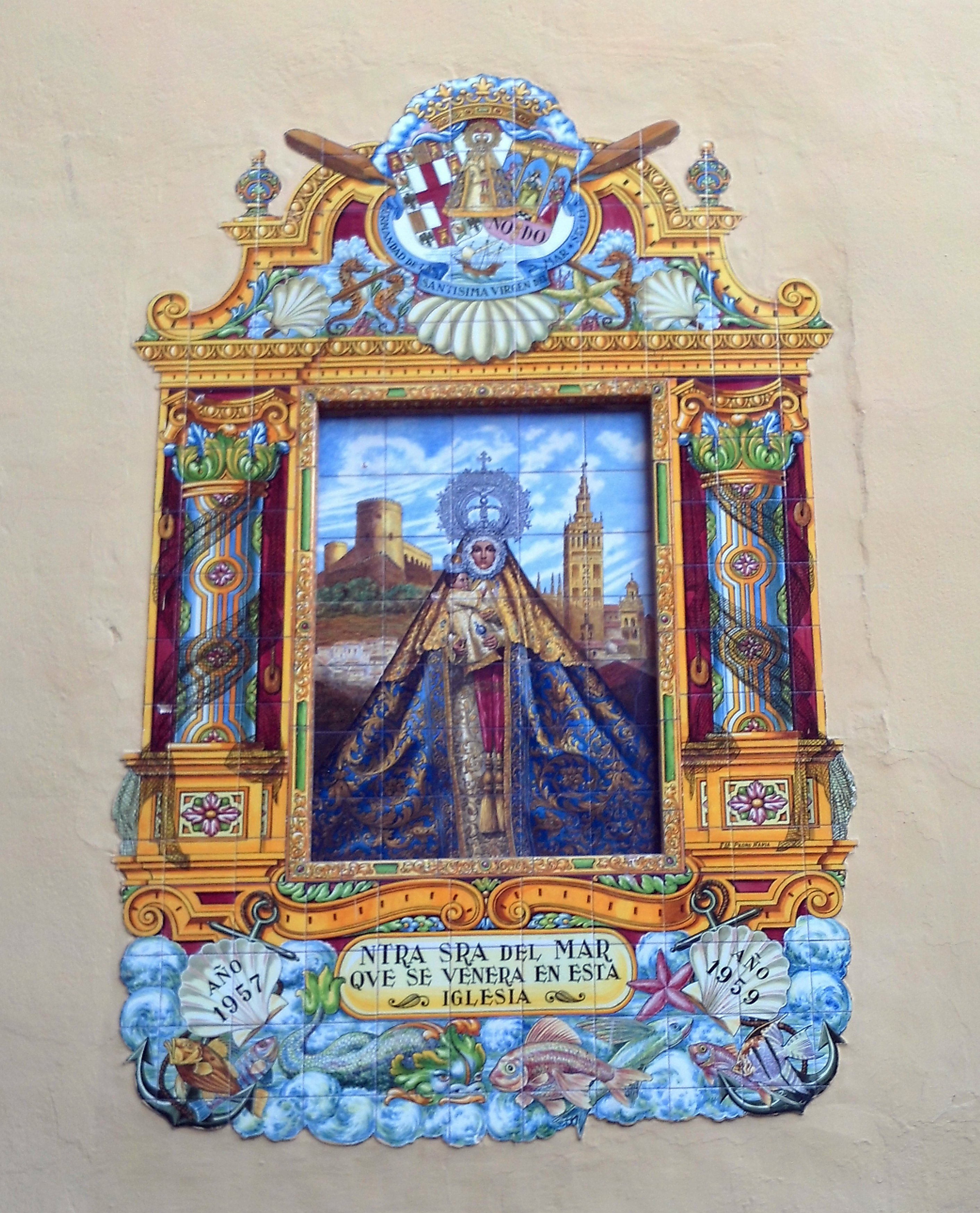
Retablo cerámico ubicado en la Iglesia del Hospital de la Misericordia de Sevilla, donde tiene su sede la Hermandad Filial de Sevilla de la Virgen del Mar, patrona de Almería.

La Virgen del Mar es la patrona de la Ciudad de Almería, así como de las poblaciones de Cabo de Gata, Las Marinas de Roquetas de Mar y Adra, en la provincia de Almería, así como de la Ciudad de Santander, la villa zaragozana de Encinacorba, donde se venera una imagen de talla gótica en alabastro policromado, procedente de la escuela borgoñona, y la barriada de Punta del Caimán en Isla Cristina (Huelva). 
En Almería tiene su sede la Muy Antigua, Pontificia, Real, Ilustre y Venerable Hermandad de la Santísima Virgen del Mar Coronada, patrona de Almería, constituida el 28 de enero de 1520 con el título de Hermandad Militar, existiendo Hermandades filiales de ésta en las ciudades de Madrid, constituida el 15 de mayo de 1958, de Sevilla, constituida el 6 de diciembre de 1956, (España) y Barcelona, la cual venera también al patrón de Almería, San Indalecio. 
En su momento se iniciaron trámites en la ciudad de Mar del Plata en Argentina, sin que se hayan llevado a cabo finalmente.